# Samuel Bamford

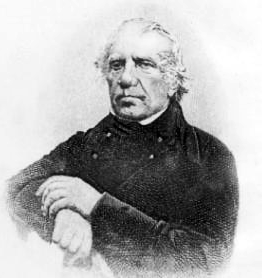
Samuel Bamford

Samuel Bamford (* 28. Februar 1788 in Middleton, Lancashire; † 13. April 1872 in Harpurhey, Manchester) war ein englischer Radikaler und Schriftsteller.
Der Sohn des Webers und Teilzeitlehrers Daniel Bamford besuchte die Manchester Grammar School, wurde Weber und dann Lagerarbeiter in Manchester.

## Biografie
1817 wurde er aufgrund seiner politischen Aktivitäten (siehe Blanketeers) wegen Verdacht des Hochverrats im New Bailey Gefängnis in Salford inhaftiert, nach London gebracht und vom Privy Council wieder entlassen.
Als er im August 1819 eine Gruppe von Middleton nach St. Peter Fields führte, um auf eine Parlamentsreform und Aufhebung der Corn Laws zu drängen, wurde er Zeuge des Peterloo-Massakers. Er wurde verhaftet, wegen Hochverrats angeklagt und wegen Anstiftung zum Aufruhr zu einem Jahr Haft im Lincoln Gefängnis verurteilt. Das Massaker hatte großen Eindruck auf ihn gemacht, und er kam zur Einsicht, dass die staatliche Macht immer gegen radikale Militanz erfolgreich sein würde. Er sprach sich danach für radikale Reformen aus, war aber Gegner von gewalttätigem Aktivismus.
Seine Lyrik zeigt Mitgefühl mit den Bedingungen der Arbeiter.

## Einfluss auf die Literatur
Samuel Bamfords Passages in the Life of a Radical (1839–41) gilt nicht nur als historische Darstellung des Arbeiter-Radikalismus, sondern auch als einflussreiche Quelle für spätere literarische Werke. George Eliot griff bei der Recherche zu ihrem Roman Felix Holt, the Radical (1866) ausführlich auf Bamfords Schriften zurück. In ihrem Tagebuch vermerkte sie, dass sie während des Schreibprozesses Passagen aus Passages in the Life of a Radical gelesen habe. Bamfords politische Haltung – seine Befürwortung gesetzeskonformer Proteste, seine Ablehnung von Gewalt sowie sein Einsatz für Bildung und moralische Selbstverbesserung – spiegeln sich deutlich in der Figur des Felix Holt wider, dessen politische Überzeugungen Bamfords gemäßigten Radikalismus nahekommen.

## Veröffentlichungen
- 1817: An Account of the Arrest and Imprisonment of Samuel Bamford, Middleton, on Suspicion of High Treason
- 1819: The Weaver Boy, or Miscellaneous Poetry
- 1843: Homely Rhymes
- 1840–42 Passages in the Life of a Radical (many later editions).
- 1844: Walks in South Lancashire and on its Borders. With letters, descriptions, narratives and observations current and incidental, 1844
- 1849: Early Days, 2nd ed. 1859
- 1850: Tawk o’Seawth Lankeshur, by Samhul Beamfort
- 1853: Life of Amos Ogden
- 1854: The Dialect of South Lancashire, or Tim Bobbin’s Tummus and Meary, with his Rhymes, with Glossary
- 1864: Homely Rhymes, Poems and Reminiscences